# Ivan Strinić
Ivan Strinić (født 17. juli 1987 i Split, Jugoslavien), er en kroatisk fodboldspiller (venstre back). Han spiller for AC Milan i Italiens Serie A.

## Klubkarriere
Tidligt i sin karriere spillede Strinić blandt andet for Le Mans i Frankrig samt for Hajduk Split i sin fødeby. I januar 2011 blev han solgt til FC Dnipro i den ukrainske liga.
Strinić tilbragte de følgende fire år i Dnipro, inden han i sommeren 2015 skiftede til SSC Napoli i Italien på en fri transfer. Han blev dog aldrig fast mand i klubben, og i sommeren 2017 solgte Napoli ham videre til Sampdoria.
Efter et enkelt år i Sampdoria skiftede Strinić i sommeren 2018 til AC Milan.

## Landshold
Strinić debuterede for Kroatiens landshold 19. maj 2010 i en venskabskamp mod Østrig. Han har siden da repræsenteret Kroatien ved både EM 2012 i Ukraine/Polen, ved EM 2016 i Frankrig og ved VM 2018 i Rusland.